# Hôtel de France (Dresden)

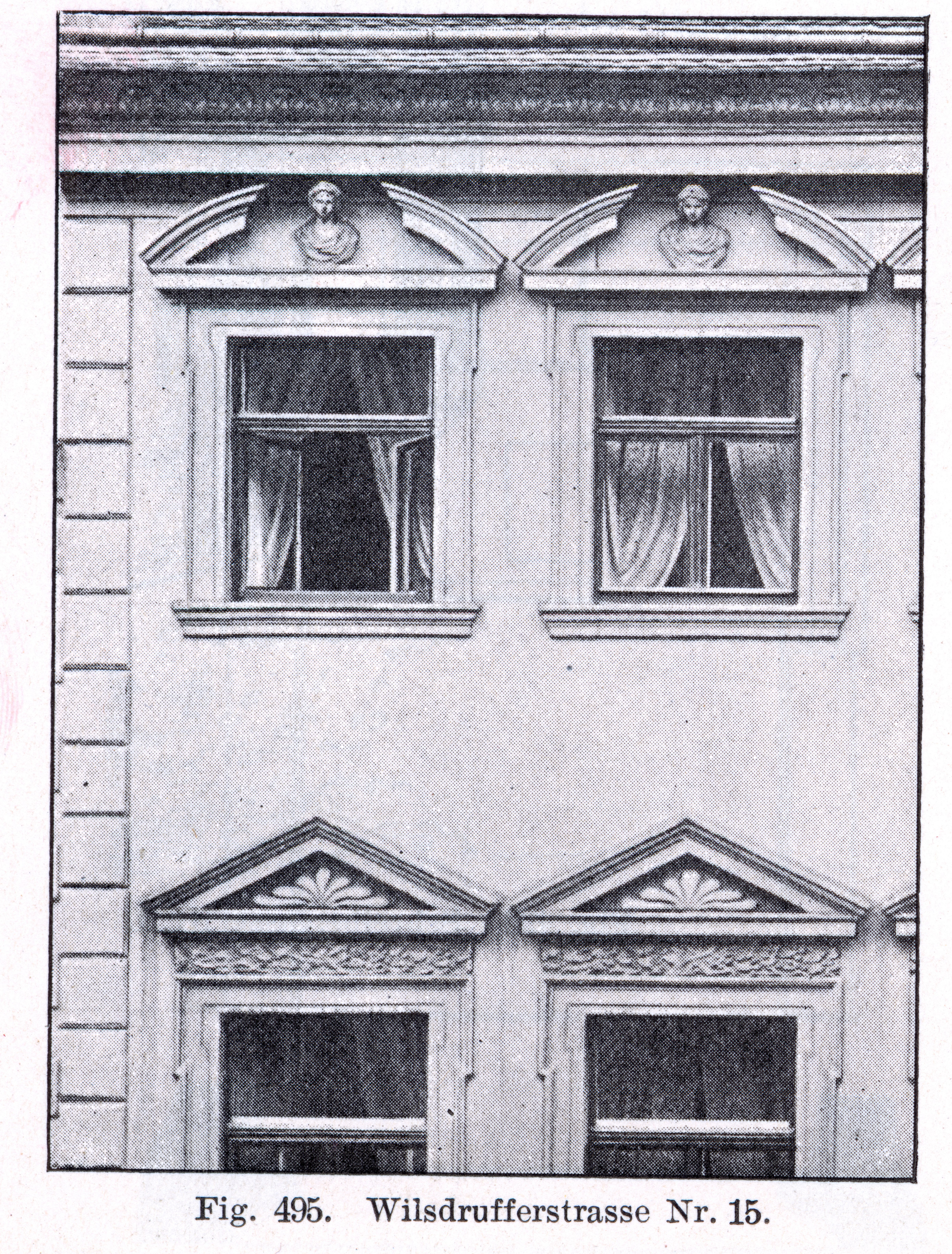
Dresden, Wilsdruffer Strasse Nr. 15, Fassade (Ausschnitt)

Das Hôtel de France in Dresden befand sich an der Wilsdruffer Straße 15. Der barocke Profanbau wurde vermutlich um 1680 erbaut und 1945 zerstört.  
Die eine Hälfte des Hauses war mit einem zweigeschossigen Erker gestaltet, wobei sich unten ionische, oben korinthische Pilaster befanden. Die Pilaster, Brüstungen und die verkröpften Gesimse waren mit Fratzen, Engelsköpfen, Kartuschen und Gehängen geschmückt. Auf der Kartusche der oberen Brüstung befand sich ein Monogramm aus folgenden verschlungenen Buchstaben: GDFS. Vermutlich war damit der Rat- und Steuerbuchhalter Gottfried Schmidt gemeint. Der Erker war mit „figürlichen und vegetabilischen Schmuckformen Klengels in sehr kräftiger, drall-saftiger Auffassung“ gestaltet worden.
Die andere Hälfte zeigte eine Fassade, die ursprünglich mit Fresken oder Sgraffiti geschmückt war und eine Nachbildung italienischer Paläste darstellte. Die Ecken waren durch Quaderstreifen gegliedert. Die Fensterverdachungen der obersten Fensterreihe waren als Sprenggiebel mit dazwischen befindlichen Büsten gestaltet.

## Kunstgeschichtliche Bedeutung
Die Häuser  Wilsdruffer Straße 15 und Landhausstraße 13 waren die beiden einzigen Dresdner Bürgerhäuser, die vor dem Beginn des 18. Jahrhunderts italienisch beeinflusste Verdachungsformen verwandten. Die Fassaden beider Häuser waren erkennbar durch das Palais im Großen Garten beeinflusst. Fritz Löffler schreibt den Bau Johann Georg Starcke zu.

## Galerie

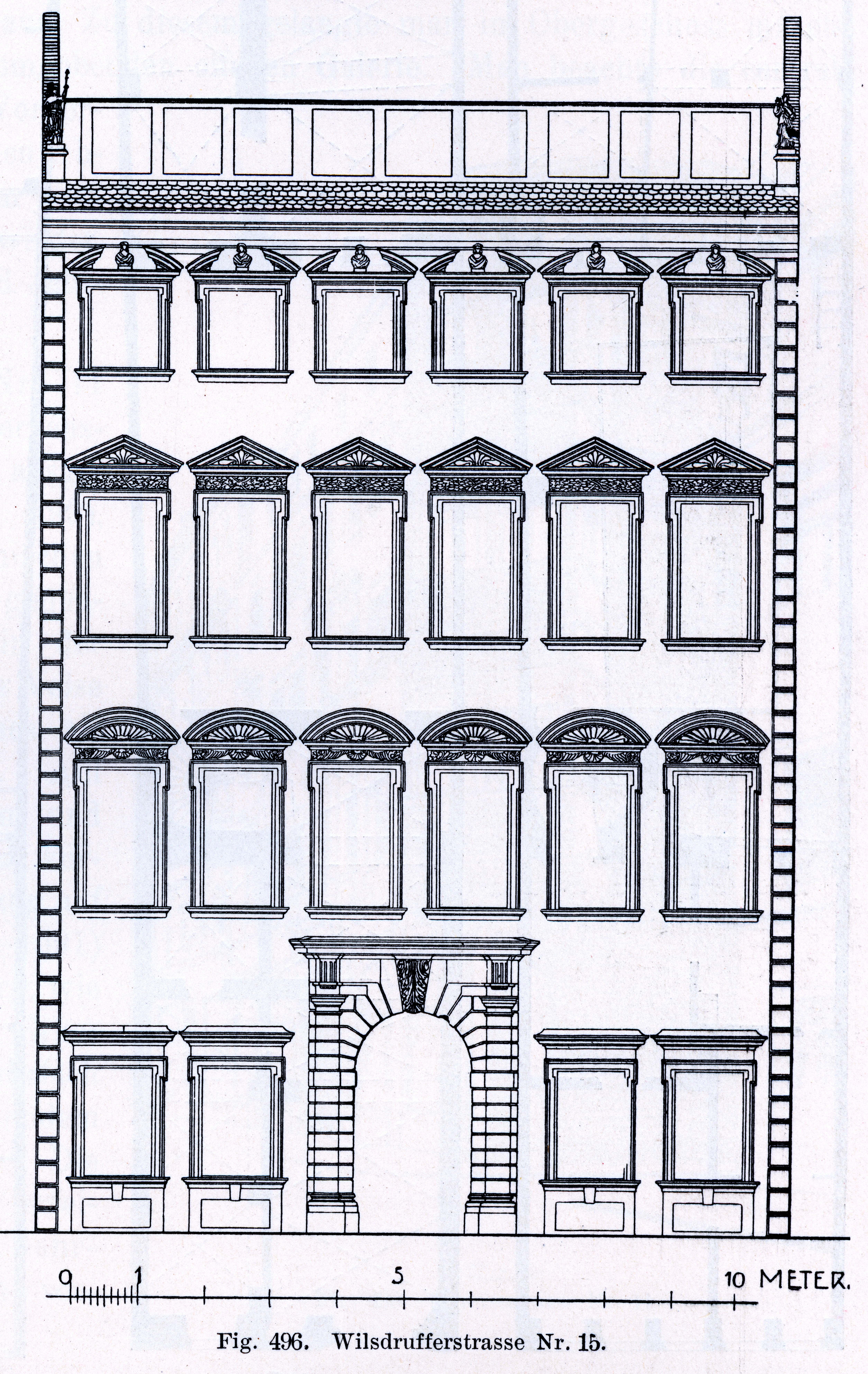
Wilsdruffer Strasse Nr. 15, Fassade
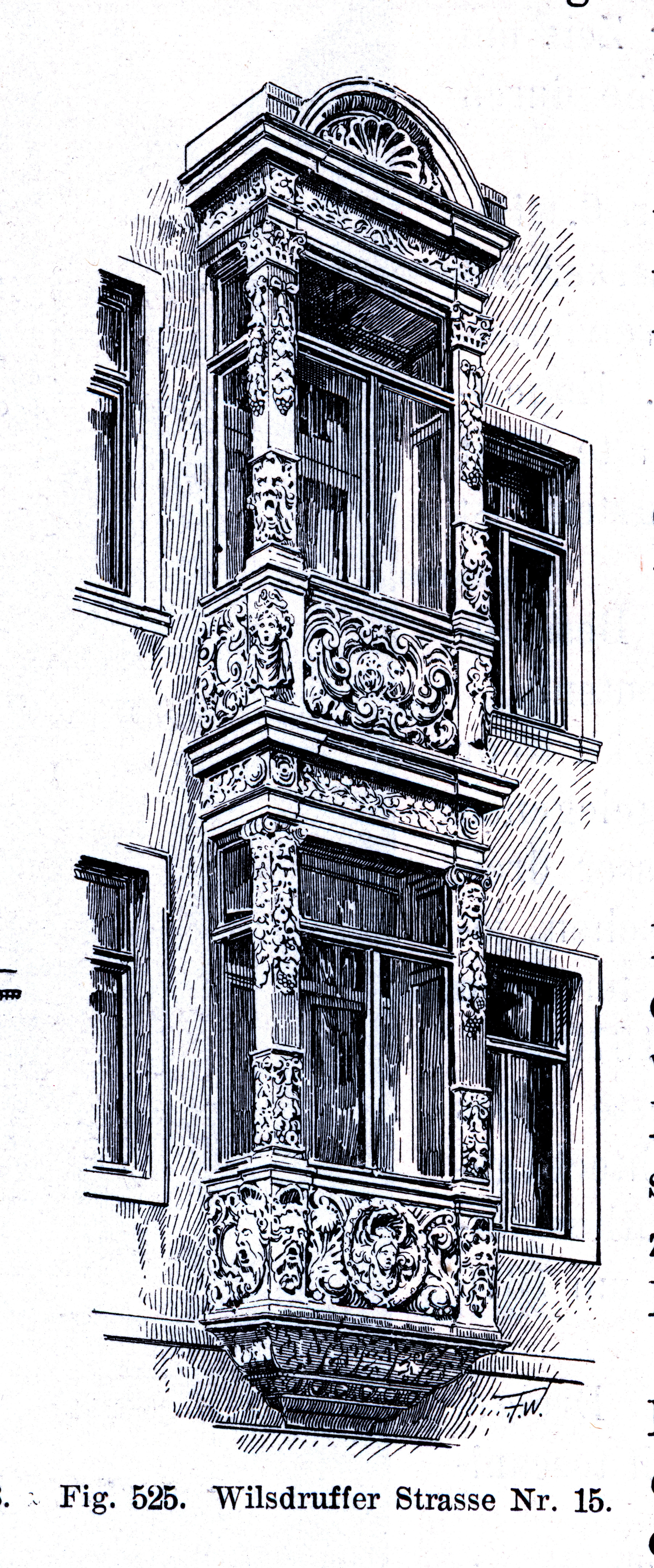
Wilsdruffer Strasse Nr. 15, Erker.
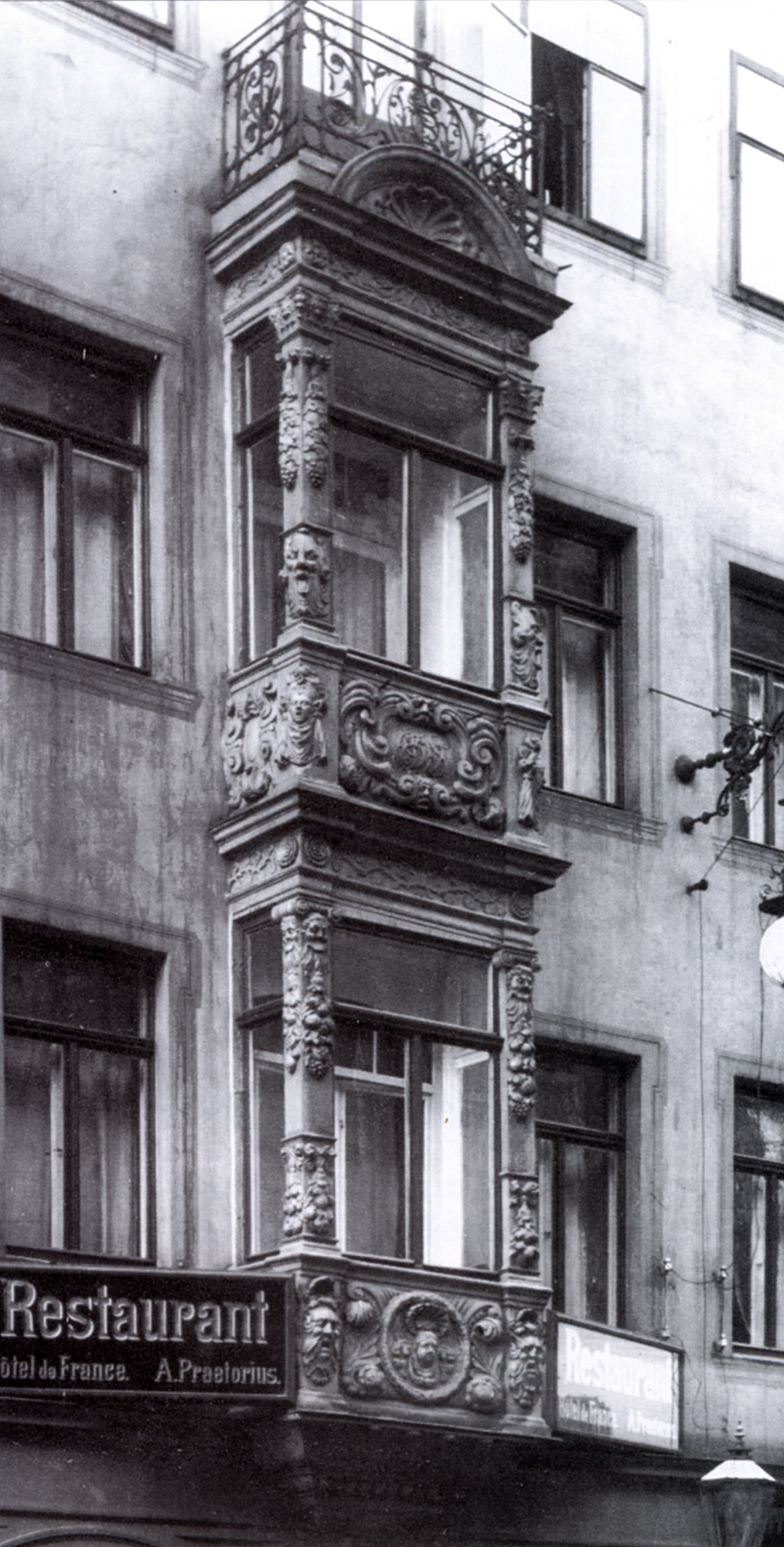
Wilsdruffer Strasse Nr. 15, Erker (Fotografie um 1900).